# Takajoši Jamano
Takajoši Jamano (japonsko 山野 孝義), japonski nogometaš, 5. april 1955.
Za japonsko reprezentanco je odigral dve uradni tekmi.